# Gouldsboro (Maine)
Gouldsboro es un pueblo ubicado en el condado de Hancock en el estado estadounidense de Maine. En el Censo de 2010 tenía una población de 1.737 habitantes y una densidad poblacional de 6,77 personas por km².

## Geografía
Gouldsboro se encuentra ubicado en las coordenadas 44°24′42″N 68°2′36″O / 44.41167, -68.04333. Según la Oficina del Censo de los Estados Unidos, Gouldsboro tiene una superficie total de 256.39 km², de la cual 119.58 km² corresponden a tierra firme y (53.36%) 136.81 km² es agua.

## Demografía
Según el censo de 2010, había 1.737 personas residiendo en Gouldsboro. La densidad de población era de 6,77 hab./km². De los 1.737 habitantes, Gouldsboro estaba compuesto por el 97.81% blancos, el 0.23% eran afroamericanos, el 0.29% eran amerindios, el 0.23% eran asiáticos, el 0.06% eran isleños del Pacífico, el 0.81% eran de otras razas y el 0.58% pertenecían a dos o más razas. Del total de la población el 2.36% eran hispanos o latinos de cualquier raza.